# ボストチヌイ港
座標: 北緯42度44分29.27秒 東経133度4分47.27秒 / 北緯42.7414639度 東経133.0797972度

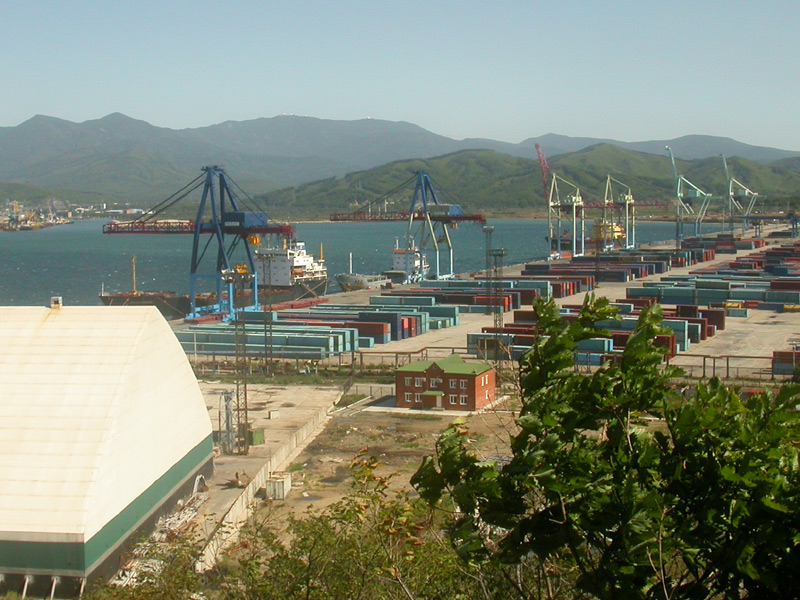
ボストチヌイ港

ボストチヌイ港 (Восточный порт) は、ナホトカ湾内東部にある港湾。ロシア連邦沿海地方のナホトカ市に属する。

## 概要
1960年代からナホトカ港における北洋材などの対日輸出が活発化。港の貨物取扱量が限界に近付いたため、日ソ経済協力事業として1971年（昭和46年）より日本側の支援により、ナホトカ湾の対岸にボストチヌイ港（日本側ではウランゲル港と呼ばれていた時期がある）の建設が開始された。1973年（昭和48年）には木材専用埠頭が建設され、北洋材の積み出し基地として使用開始。また1976年（昭和51年）にはコンテナ専用埠頭が、さらに南ヤクート炭田の石炭を輸出するための石炭埠頭が完成し、供用を開始した。
コンテナ専門埠頭からはシベリア鉄道ナホトカ支線への引込線が敷設されており、シベリア・ランドブリッジの発着港となっている。現在、日本では舞鶴港など日本海側の主要港湾がコンテナ船の定期航路を有している。